# Рубан Олег Олексійович
Олег Олексійович Рубан (1997—2023) — український військовослужбовець, учасник російсько-української війни, Герой України (2024, посмертно).

## З життєпису
Народився 5 червня 1997 року в селі Штепівка Лебединського району Сумської області. Після навчання в Лебединському вищому професійному училищі лісового господарства восени 2017 року вступив до лав Збройних сил України. 13 лютого 2018 року уклав контракт та до 22 лютого 2021 року проходив службу в зоні ООС у Донецькій області. Після повернення з армії разом з дружиною оселився у селі Короваї Гребінківської міської громади Полтавської області. 26 лютого 2022 року добровольцем вступив до Територіальної Оборони м. Києва, 18 квітня був зачислений до однієї із військових частин. Проходив службу в 112 окремій бригаді ТрО. Брав участь у звільненні Бучі, Ірпеня, Вовчанська Харківської області.
Загинув 2 березня 2023 року в районі населеного пункту Ямпіль Донецької області.
Без Олега лишились дружина Марина Іванівна та маленький син Єгор.

## Нагороди
- Звання Герой України з удостоєнням ордена Золота Зірка (2024, посмертно)[3].
- 2023 — орден «За мужність» III ступеня (посмертно)